# Люккеберг, Педер
Педер Рудольф Люккеберг (дат. Peder Rudolph Lykkeberg; 11 февраля 1878, Сканнерборг, Центральная Ютландия — 23 декабря 1944, Копенгаген) — датский пловец, бронзовый призёр летних Олимпийских игр 1900.
На Играх Люккеберг участвовал только в соревновании по подводному плаванию. За 90 секунд он проплыл 28,5 метров, и набрать 147 очков. В итоге, он занял третье место в состязании, и получил бронзовую медаль. Несмотря на довольно скромный результат Люккеберга, занявшие первые два места французские спортсмены признавали его лучшим в данной дисциплине. Во время заплыва он проплыл гораздо больше 60 метров (результат обоих французов), но он плыл кругами, а в зачёт шло только расстояние по прямой от места старта до места выныривания.